# Viktor Lutze
Viktor Lutze (28 de dezembro de 1890 — 2 de maio de 1943) foi o líder da SA após a morte de Ernst Röhm quando este foi morto na Noite das facas longas. Morreu num acidente automobilístico no dia 2 de maio de 1943.